# Rita Pavone
Rita Pavone  (ur. 23 sierpnia 1945 w Turynie) – włoska piosenkarka, jedna z najpopularniejszych artystek lat 60. Wykonawczyni takich przebojów jak: „Cuore” (1963), „Datemi un martello” (1964) i „La pappa col pomodoro” (1964). Na początku kariery artystycznej obdarzona przydomkiem „Paul Anka w spódnicy”, ponieważ wykonywała jego przeboje.

## Życiorys

### Lata 50. i 60.
Rita Pavone urodziła się jako córka Giovanniego Pavone, pracownika zakładów Fiata i Marii, gospodyni domowej; para miała jeszcze trzech synów. Giovanni Pavone był wielkim fanem amerykańskich gwiazd muzycznych, szczególnie Ala Jolsona, Judy Garland i Gene’a Kelly’ego, a młoda Rita podzielała jego gust muzyczny, często śpiewając przy odtwarzaniu płyt i biorąc lekcje śpiewu w czasie wolnym od zajęć szkolnych lub dorywczej pracy. Zadebiutowała w Teatro Alfieri w Turynie w 1959 roku z okazji przedstawienia dla dzieci, zatytułowanego Telefoniade, zorganizowanego przez przedsiębiorstwo telekomunikacyjne Stipe. Po raz pierwszy przed publicznością wykonała piosenki „Swanee” Ala Jolsona, i „Arrivederci Roma” Renato Rascela. W kolejnych latach występowała na lokalnych scenach Turynu (Principe, Hollywood Dance, La Perla, Serenella i Apollo Danze), zyskując przydomek „Paul Anka w spódnicy”, z uwagi na to, iż jej repertuar opierał się głównie na piosenkach kanadyjskiego artysty.
W 1962 roku, za namową ojca, wzięła udział w festiwalowym konkursie dla nieznanych talentów Festival degli sconosciuti, organizowanym w Ariccia koło Rzymu przez producenta płytowego Teddy’ego Reno z włoskiego oddziału RCA. Zwycięstwo w festiwalu gwarantowało nagranie płyty i tak też się stało: zwycięska piosenka „La partita del pallone” stała się pierwszym z serii wielu przebojów piosenkarki. „La partita di pallone” (komp. Edoardo Vianello) była pierwszym singlem artystki nagranym dla RCA (utwór wcześniej nagrała Cochi Mazzetti, ale przeszedł on niezauważony). W 1962 roku Pavone wylansowała swoje kolejne przeboje, takie jak: „Alla mia età”, „Come te non c’è nessuno”, „Sul cocuzzolo della montagna”. W 1963 roku ukazał się jej pierwszy album, zatytułowany Rita Pavone; znalazły się na nim wcześniejsze single artystki. Latem tego samego roku ukazał się jej singiel „Cuore”/”Il ballo del mattone”. Pierwszy z tych utworów był coverem piosenki „Heart” Phila Spectora spopularyzowanym przez Wayne’a Newtona. Piosenkę „Cuore” sprzedano w ponad 2 milionach egzemplarzy.
W 1963 roku niektóre piosenki z pierwszego albumu Pavone ukazały się jako EP w Hiszpanii, zyskując dużą popularność; Hiszpania w przyszłości miała się okazać jednym z tych rynków, na których sprzedano najwięcej płyt Pavone.
Na fali sukcesu artystki został wydany jej drugi album, Non è facile avere diciotto anni. W 1964 roku na listach przebojów pojawił się kolejny utwór Pavone, „Datemi un martello”, pochodzący z repertuaru Trini Lopeza.
W maju 1964 ukazał się na rynku amerykańskim debiutancki album Pavone, The International Teenage Sensation; pochodzący z niego singiel, „Remember Me” stał się hitem i zajął 26 miejsce na liście singli Billboardu. 17 maja tego samego roku Pavone po raz pierwszy wystąpiła w programie The Ed Sullivan Show, najpopularniejszym variety show w telewizji amerykańskiej; w programie tym wystąpiła później jeszcze trzykrotnie. Pojawiła się też w rockowym show Shindig and Hullabaloo.

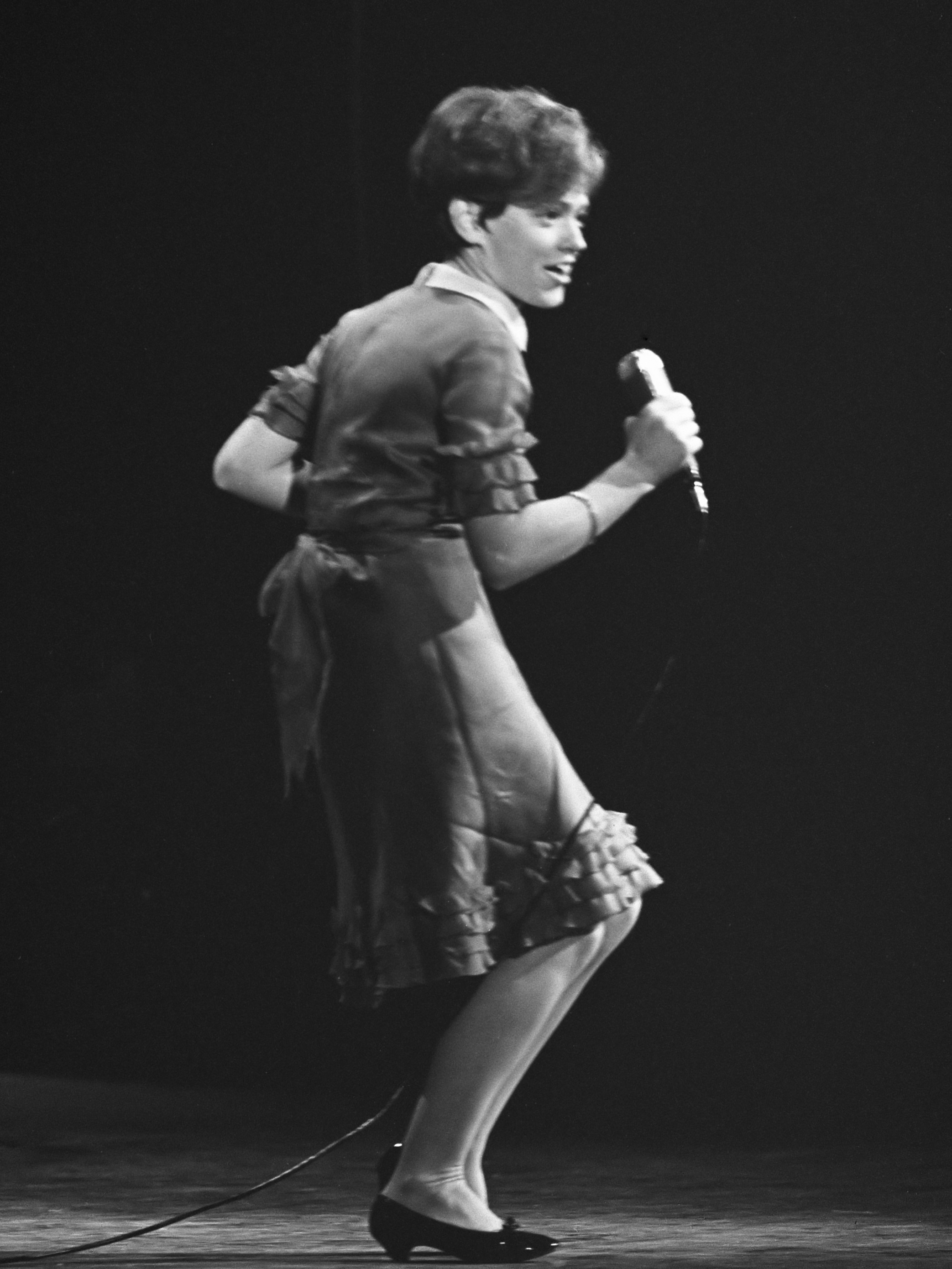
Rita Pavone (1965)

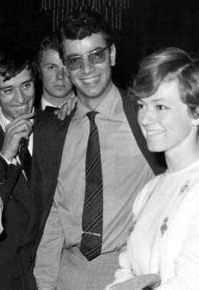
Carmelo Pagano i Rita Pavone (Festival delle Rose, 1966)

Po powrocie do Włoch reżyser Lina Wertmüller zaoferowała jej rolę Giannino Stoppaniego w programie telewizyjnym Il giornalino di Gianburrasca, w którym Pavone wylansowała swój kolejny przebój „La pappa col pomodoro” (tekst: Lina Wertmüller, muzyka: Nino Rota, aranżacja: Luis Bacalov). Artystka zyskała dużą popularność w Europie; kiedy we wrześniu 1964 roku musiała poddać się zabiegowi appendektomii, otrzymała kartki z życzeniami powrotu do zdrowia od 13 milionów fanów. Pavone wystąpiła w kilku filmach: Rita la figlia americana, Rita la zanzara, Little Rita nel West, Non stuzzicate la zanzara, La più bella coppia del mondo, La Federmarescialla. W 1965 roku wygrała festiwal Cantagiro piosenką „Lui”. Jesienią tego samego roku była bohaterką programu Stasera Rita, w którym zadebiutowali tacy wykonawcy jak Renato Zero i Loredana Bertè. W tym samym roku wylansowała takie przeboje jak „Stasera con te”, „Solo tu”, „Il Geghegè”, „Giro gira” i „Supercalifragilisticespiralidos”. Jej utwory sprzedawano (w języku oryginalnym) w Hiszpanii, Ameryce Łacińskiej i w Ameryce Północnej, a artystka wystąpiła z takimi gwiazdami jak Barbra Streisand, Ella Fitzgerald, Brenda Lee, Tom Jones i Paul Anka.
15 marca 1968 roku Rita Pavone potajemnie poślubiła w klasztorze w Lugano w Szwajcarii Teddy’ego Reno. Ich małżeństwo zyskało posmak skandalu, ponieważ Teddy Reno był 19 lat starszy od Pavone i był już żonaty. Ponieważ ówczesne prawo włoskie nie uznawało rozwodów, Reno w świetle prawa był w swojej ojczyźnie bigamistą. Małżonkowie zalegalizowali swój związek we Włoszech dopiero w 1971 roku, po zmianie prawa w tym kraju.
W roku 1968 popularność Pavone we Włoszech zaczęła spadać. Artystka opuściła wytwórnię RCA, która zaczęła zwracać uwagę na innych artystów, i odeszła do Ricordi, nagrywając dla niej „Il mondo nelle mani”. W 1969 roku wystąpiła na Festiwalu w San Remo śpiewając w parze z zespołem Dik Dik piosenkę „Zucchero”, ale bez powodzenia. W tym samym roku odbyła udane tournée po Hiszpanii, Argentynie, Meksyku, Peru i Wenezueli przypominając swoje dawne przeboje.

### Lata 70.
Pod koniec 1970 roku wznowiła kontakty z RCA, a w programie Canzonissima zaprezentowała piosenkę „Stai con me” (włoska wersja „Stand by Me”). Odniosła sukces we Francji piosenką „Bonjour la France” (w oryginale „Suggestione” Claudia Baglioniego). Dzięki temu sukcesowi wystąpiła z koncertem w paryskiej Olimpii. Zadebiutowała w teatrze Erminio Macario w sztuce Due sul pianerottolo, a następnie powróciła do telewizji z programem Ciao Rita. Do ważniejszych przebojów artystki z lat 70. należały piosenki „L’amore è un poco matto” (1973), E zitto zitto (1976), „Amici mai” (zaprezentowana na Festiwalu w San Remo w 1979 roku), „La forza di lasciarti”, „Tu sei pallido”, „Ahi ragazzo”, „Finalmente libera” i inne.

### Lata 80. i 90.
W 1980 roku Pavone podjęła decyzję o wyjeździe wraz z mężem i dziećmi do Szwajcarii. Występowała w telewizji szwajcarskiej i okazjonalnie we włoskiej. W 1989 roku ukazał się jej ostatni studyjny album Gemma e le altre. Pod koniec lat 90. we Włoszech wydała książkę autobiograficzną. Nadal występowała, choć jako artystka była już trochę zapomniana.

### XXI wiek
W 2002 roku Pavone wystąpiła w programie I ragazzi irresistibili. W październiku 2003 roku, podczas rejestracji odcinka I raccomandati nagle zasłabła i musiała być hospitalizowana. W 2004 roku, po zakończonej rekonwalescencji, powróciła do teatru, występując we własnej sztuce „La mia favola infinita”.
W 2006 roku Pavone ogłosiła swoje oficjalne wycofanie się z show-biznesu. Jej nagrania z lat 60. są nadal regularnie wydawane w Europie, a w 2012 roku debiutancki album artystki został wydany jako CD w Ameryce.
Rita Pavone była dla włoskiej publiczności podobnym objawieniem, jak wcześniej Domenico Modugno i Adriano Celentano; w swej sztuce interpretacji łączyła słodkość bel canta z dynamicznym brzmieniem rock and rolla i twista. W śpiewie, geście i repertuarze była szczera, młodzieńcza i świeża.

## Dyskografia
Opracowano na podstawie materiału źródłowego.

- Rita Pavone (1963)
- Non è facile avere 18 anni (1963)
- Small Wonder (1964)
- The International Teen-Age Sensation (1964)
- Rita Pavone & Paul Anka - Ein Sonny Boy Und Eine Signorina (1965)
- Gian Burrasca (1965)
- Stasera Rita (1965)
- Little Rita Nel West (1966)
- La „Vostra” Rita (1966)
- Viaggio a Ritaland (1967)
- Komm Doch Wieder Mal Nach Rom (1968)
- Arrivederci Hans (1969)
- Rita (1969)
- Gli Italiani Vogliono Cantare (1971)
- Bonjour La France – Sous Le Ciel De France, Sous Le Ciel D'Italie (1972)
- Rita Pavone (1973)
- Rita per tutti (1975)
- Fuggire da qui (1976)
- Rita ed io (1977)
- R. P. 80 (1979)
- Dame Baby Poupee (1979)
- Rita* & L'Anonima Ragazzi - Rita & L'Anonima Ragazzi  (1979)
- Dimensione donna (1985)
- Special Rita (1987)
- Gemma e le altre (1990)
- Rita Is....Magic Live 1993 (1993)
- Nino Rota & Rita Pavone - Il Giornalino Di Gian Burrasca (1999)
- Masters (2013)
- Rita Pavone (rok nieznany)

## Filmografia
Opracowano na podstawie materiału źródłowego.
- La noia (1963)
- Il giornalino di Gian Burrasca (1964–1965)
- Rita la figlia americana (1965)
- Rita la zanzara (1966)
- Non stuzzicate la zanzara (1967)
- La feldmarescialla (1967)
- Little Rita nel West (1967)
- Karussell (1976)
- Due sul pianerottolo (1976)
- Gian Burrasca (2001)